# Calle de la Jota
La calle de la Jota, está ubicada en el barrio de Vilapicina y La Torre Llobeta del distrito de Nou Barris en Barcelona. Inaugurada en el año 1926, tiene una longitud de un kilómetro. En casi la totalidad de su recorrido, pueden circular vehículos en dirección a la avenida Meridiana, exceptuando el tramo de la plaza del Virrey Amat, que es peatonal. Esta calle se denomina así porque durante una época las calles tenían nombre de letra por aquella zona. En el caso de esta calle se aprovechó y se mantuvo el nombre de "J" para homenajear la jota aragonesa.